# Kelda Group

Logo der eingetragenen Bild-/Wortmarke

Kelda Group ist ein Versorgungsunternehmen in der Wasserwirtschaft aus Großbritannien. Der Hauptsitz des Unternehmens befindet sich in Bradford.
Ursprünglich lautete der Name des Unternehmens Yorkshire Water plc, das als regional staatliches Unternehmen 1989 privatisiert wurde. 1999 wurde der Name in Kelda Group geändert. Kelda Group bietet im nördlichen England Wasser für mehrere Millionen Menschen an, insbesondere im Gebiet des River Ouse. 2000 erwarb Kelda das Wasserversorgungsgeschäft Aquarion in den Vereinigten Staaten, welches 2007 wieder verkauft wurde. 2008 wurde Kelda von Saltaire Water übernommen. Bis zur Übernahme durch dieses Investmentkonsortium war die Kelda Group an der London Stock Exchange im FTSE 100 gelistet.